# František Zavřel (pedagog)
František Zavřel (26. června 1843, Velké Meziříčí – 19. března 1905, Třebíč) byl česky pedagog a botanik. Byl otcem profesora Jana Zavřela.

## Biografie
František Zavřel se narodil v roce 1843 ve Velkém Meziříčí, působil jako ředitel školy na Nových Dvorech. Uvádí se, že na Moravě objevil vltavíny. Někdy se uvádí, že je objevil samostatně (snad v roce 1878), někdy se uvádí, že je nalezl ve spolupráci s Františkem Dvorským.
Zabýval se primárně oblastí kolem Mohelna, botanikou okolí Třebíče a okolí Náměště nad Oslavou. Publikoval v časopisech v němčině. Jeho sbírka je spravována Muzeem Vysočiny v Třebíči.